# León Gieco (álbum)
León Gieco, también erróneamente llamado En el país de la libertad, es el nombre del primer álbum de estudio del cantautor argentino León Gieco. Fue producido por Gustavo Santaolalla y lanzado en el año 1973 por el sello Music Hall. El primer corte de difusión, fue la canción "En el país de la libertad", la cual se convertiría en el primero y uno de los más grandes éxitos de Gieco. También generó otros grandes éxitos, como lo son "Hombres de hierro", "Todos los caballos blancos" y "María del Campo". Ese primer álbum mostraba la influencia de Bob Dylan en la música de Gieco, pero paulatinamente en sus siguientes trabajos irá acercándose a los ritmos nacionales y latinoamericanos.

## Grabación
En el verano de 1969 Gieco llegó a Buenos Aires procedente de la pequeña localidad de Cañada Rosquín en la Provincia de Santa Fe. Tenía la intención de grabar un disco. Sabía que la compañía discográfica de los Beatles era Odeon, la buscó en la guía telefónica y así llegó hasta la esquina de Pedernera y Rivadavia donde ve por fin el cartel luminoso: "Pizzeria Odeón". Oyó por la radio que Gustavo Santaolalla (Arco Iris) daba clases de guitarra en los estudios Netto. Fue hasta allí, comenzó a tomar clases con él, le hizo escuchar sus propias composiciones y Gustavo Santaolalla le propuso grabar un disco, con su propia producción y acompañado por su banda, Arco Iris más, en las voces, el dúo acústico Miguel y Eugenio y los integrantes de la banda uruguaya Psiglo) Luis Cesio y Rubén Melogno. 
Estas amistades le permitirían a Gieco, a partir de ese momento, codearse con la escena porteña del rock. Participó en varios festivales y formó parte del proyecto PorSuiGieco, junto a Raúl Porchetto, Charly García y Nito Mestre (los integrantes de Sui Generis), y María Rosa Yorio. Con Santaolalla sostiene una estrecha amistad que los ha llevado a realizar diversos proyectos, de los que el más famoso es De Ushuaia a La Quiaca, un recorrido por toda la Argentina recopilando música popular, grabándola y haciendo un gozoso ejercicio de compartir música. Este primer disco y el segundo, llamado La banda de caballos cansados, son los discos dylanianos de Gieco, en ellos no oculta su idolatría hacia "Mr. Zimmerman", desde "El país de la libertad", con que abre el disco, armónica y guitarra solamente, hay mucho rock folk y una aportación importante es la inclusión de ritmos e instrumentos del folklore argentino. Un tema de este álbum había aparecido poco tiempo antes, en un trabajo llamado El Acusticazo donde se reunía a nuevos valores entre los que se encontraban León, Miguel y Eugenio, Raúl Porchetto y otros. El tema era "Hombres de hierro", tema que estaba inspirado en el "Mendozazo", uno de los levantamientos provinciales contra la dictadura.

## Lista de canciones
Todas las canciones escritas y compuestas por León Gieco. 
| Lado A |                             |          |  |
| N.º    | Título                      | Duración |  |
| 1.     | «En el país de la libertad» | 3:07     |  |
| 2.     | «Déjame que te sienta»      | 3:08     |  |
| 3.     | «Cada día somos más»        | 2:06     |  |
| 4.     | «Seamos todos caballos»     | 3:38     |  |
| 5.     | «Hombres de hierro»         | 4:29     |  |

| Lado B |                                 |          |  |
| N.º    | Título                          | Duración |  |
| 6.     | «María del campo»               | 4:17     |  |
| 7.     | «Todos los caballos blancos»    | 2:54     |  |
| 8.     | «Campesinos del norte»          | 2:53     |  |
| 9.     | «Soles grises y mares rojos»    | 2:56     |  |
| 10.    | «La colina sobre el terciopelo» | 2:56     |  |
| 33:35  |                                 |          |  |

## Personal
- León Gieco: guitarra acústica, armónica y voz.
- Gustavo Santaolalla: guitarras, charango y voz.
- Horacio Gianello: batería y bombos legüeros.
- Vicente Busso: batería.
- Guillermo Bordarampé: bajo.
- Ara Tokatlian: flauta y órgano.
- Miguel y Eugenio: voces.
- Luis Cesio y Rubén Melogno (Psiglo): voces.

## Ficha técnica
- Dirección musical y arreglos: Gustavo Santaolalla.
- Grabado durante 1972/1973 en el estudio de José Netto Producciones.
- Productor: José A. Rodrígues Netto.
- Supervisión artística M. H.: Roque Yacumo.
- Diagramación: Luis Antonio Generani.
- Fotografía: Gustavo Rapoport.